# Jacopo da Trezzo

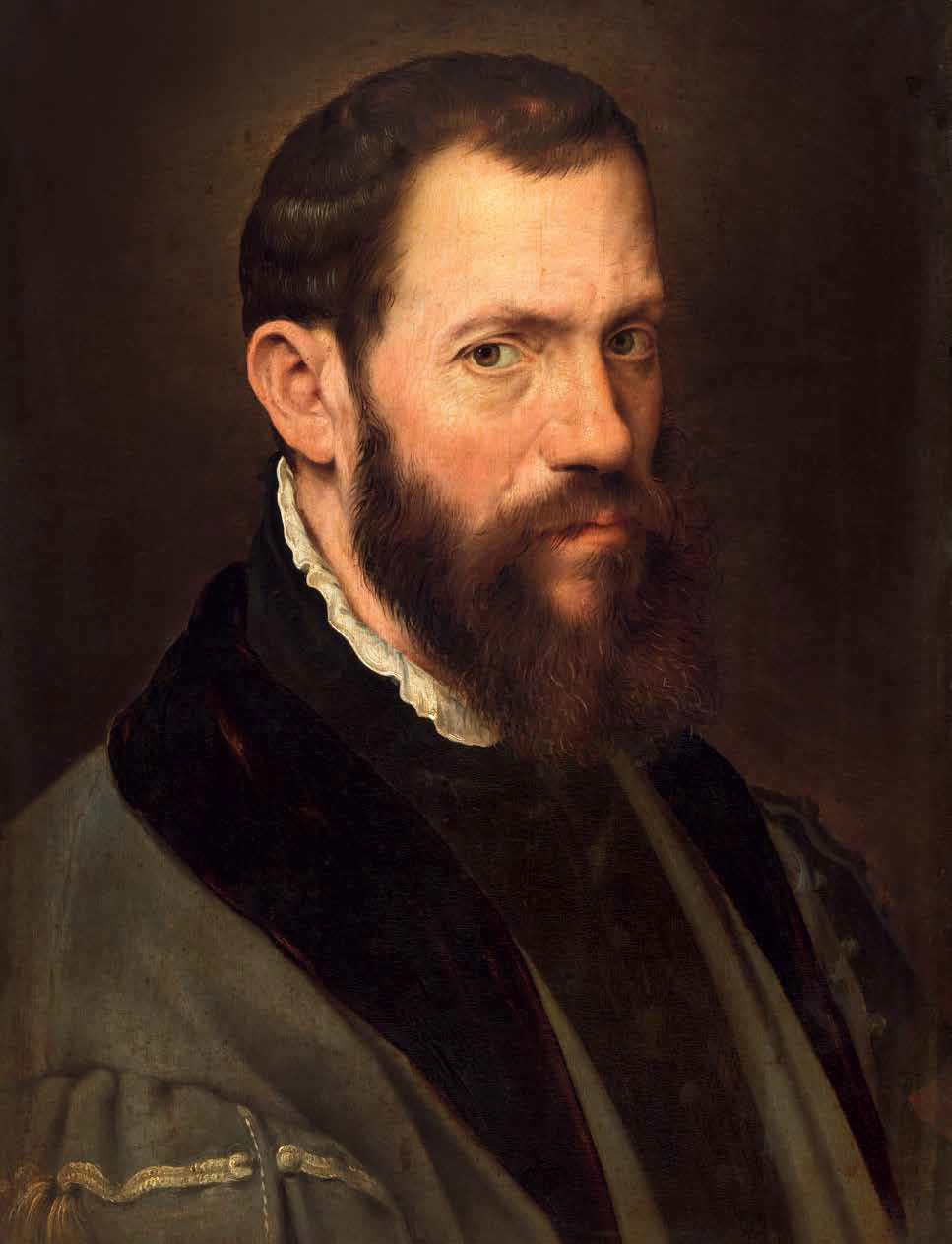
Jacopo da Trezzo von Anthonis Mor, wahrscheinlich 1555–59

Jacopo da Trezzo (ca. 1515 oder 1519 – 1589) war ein italienischer Medailleur und Juwelier der Renaissance, der seine Karriere in Mailand begann und 1554 von den spanischen Habsburgern angestellt wurde. Den Rest seiner Karriere verbrachte er im Dienste des spanischen Hofes. Zunächst besuchte er 1554–1555 England während der Ehe zwischen Philipp II. von Spanien und Maria I. von England, die von 1554 bis zu ihrem Tod im Jahr 1558 dauerte.
Er wurde als Giacomo oder Jacopo Nizzola (oder Nizola) irgendwann zwischen 1514 und 1519 in Trezzo sull’Adda geboren, einem Dorf etwa 30 Kilometer nordöstlich von Mailand am Fluss Adda (heute Teil der Metropolregion Mailand). In Spanien wurde er als Jacometrezo bekannt. In Brüssel unterzeichnete er in den 1550er Jahren Dokumente als „Jacobo“ oder „Jacomo da Trezo“.

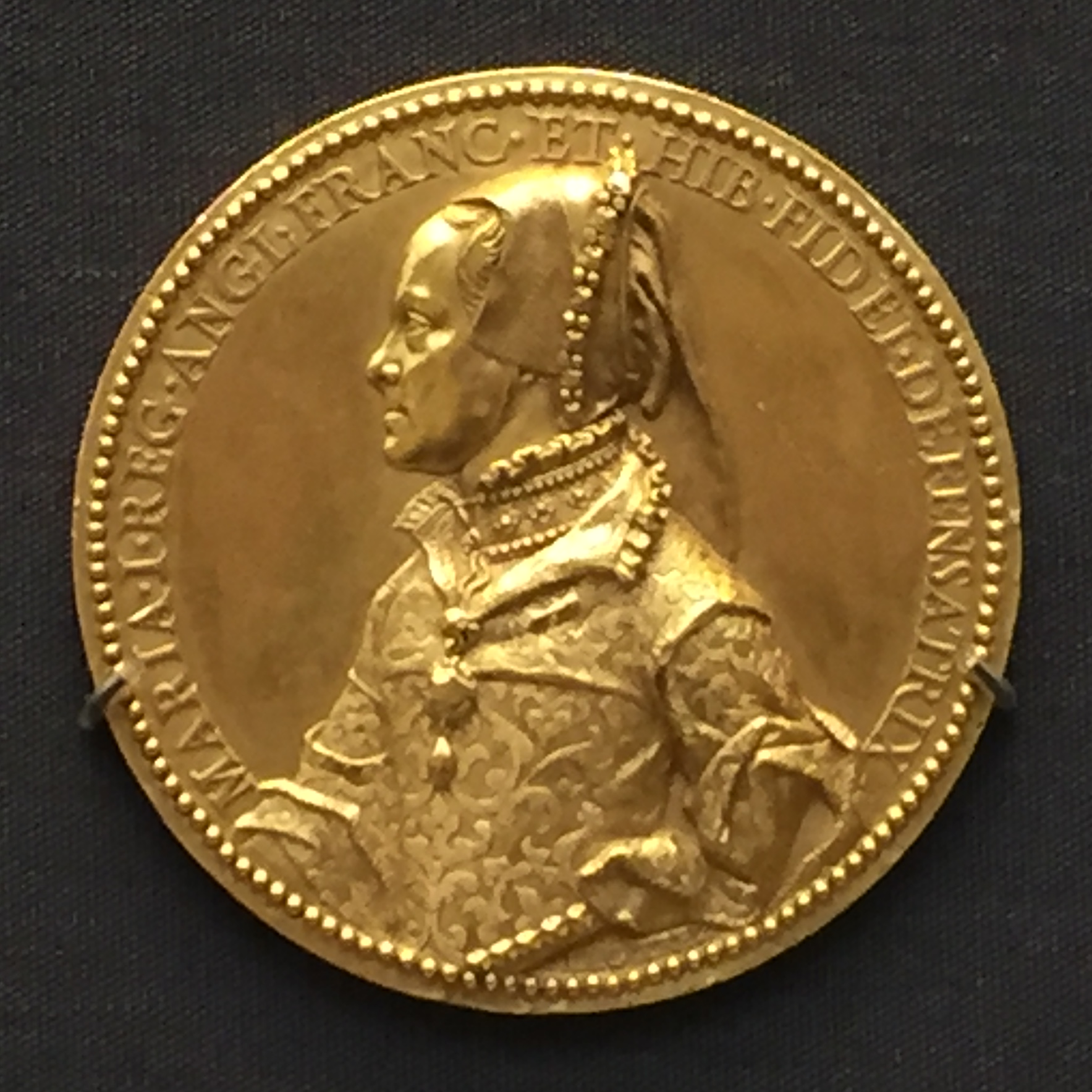
Medaille von Königin Maria I. von England, 1554, eines von zwei bekannten Exemplaren in Gold.

Am bekanntesten sind seine elf Medaillen, die wahrscheinlich zwischen 1548 und 1578 in Italien, England und Spanien hergestellt wurden.

## Biografie
Sein Geburtsdatum ist ungewiss; das frühere Datum 1514–1515 stammt aus einem Hinweis in einem viel späteren Brief, in dem er sagt, dass er mit 31 Jahren in den Dienst Philipps trat. Sein Vater Gaspare wurde als magister oder „Meister“ bezeichnet, was auf einen gewissen beruflichen oder sozialen Status hinweist. Die Familie lebte ab 1531 in Mailand. In Mailand lernte er bei einem Schnitzer von gravierten Edelsteinen und Hartsteinobjekten. In den 1540er Jahren war er ein erfolgreicher Künstler, der hauptsächlich in Mailand lebte und zu dessen Auftraggebern Cosimo I. de’ Medici, Großherzog der Toskana, gehörte, der ihn 1550–1552 für zwei große Gefäße, eine Vase und einen Becher, aus Bergkristall (Quarz) bezahlte. Er wurde in der ersten Ausgabe von Vasaris Leben der Künstler (1550) erwähnt. Mailand stand unter spanischer Herrschaft und war die Heimat von Leone Leoni, der dort seit 1542 die Münzprägung leitete und der Hauptproduzent von großen Porträtplastiken für die Habsburger war. Er hatte Medaillen für die Habsburger angefertigt, darunter eine von Karl V., dem Kaiser des Heiligen Römischen Reiches im Jahr 1536. In den 1550er Jahren hatte sich Leonis Interesse jedoch auf lebensgroße Porträtplastiken verlagert. In der Vergangenheit gab es einige Schwierigkeiten bei der Unterscheidung zwischen Leonis Arbeit und der von Jacopo. Jacopo hat möglicherweise bei der Herstellung von Münzstempeln in der Münzanstalt mitgewirkt, was jedoch nicht dokumentiert ist.

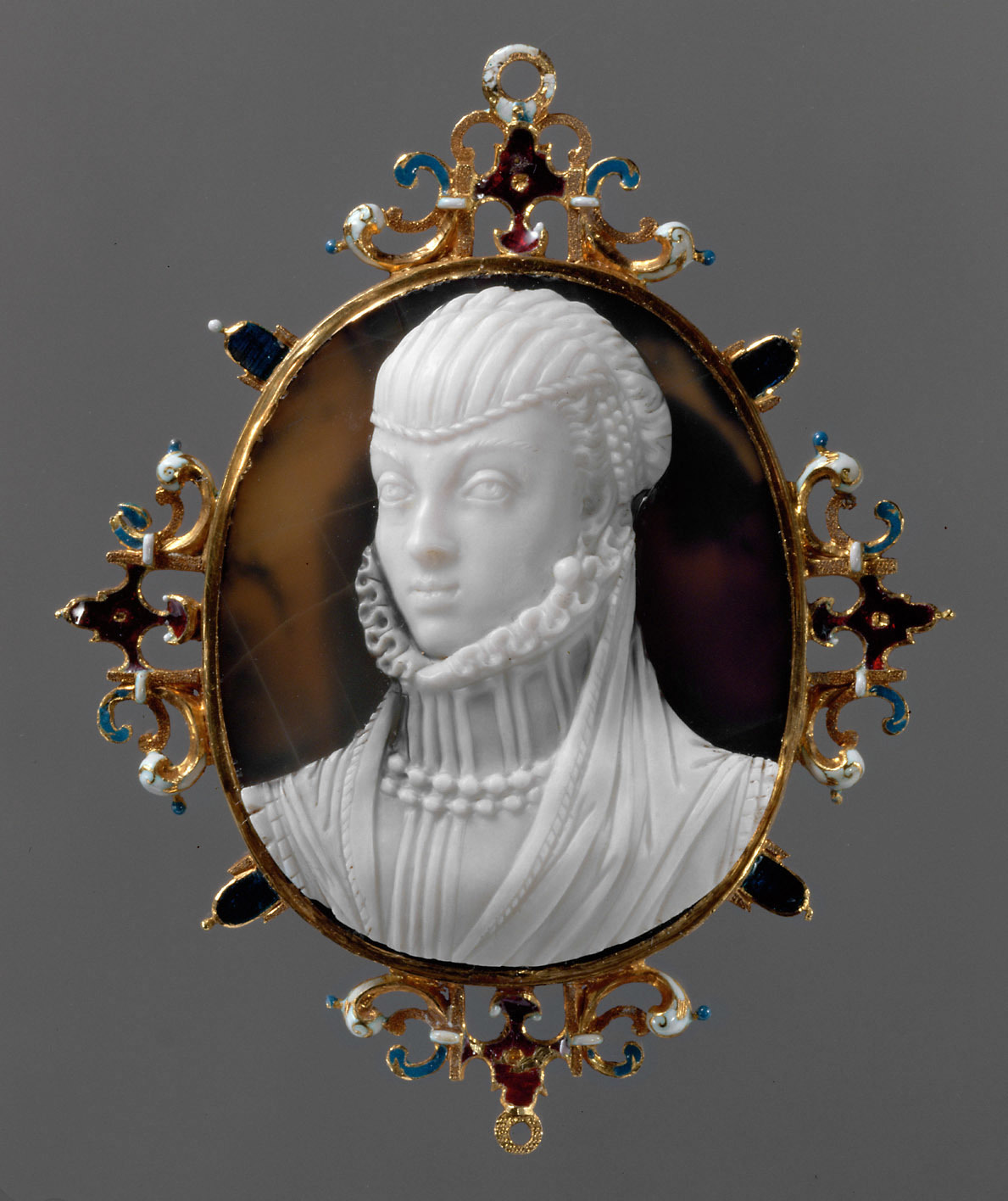
Kamee von Johanna von Österreich, Prinzessin von Portugal und Regentin von Spanien, Schwester von Philipp II., 1566

Wahrscheinlich wurden die Habsburger durch Leoni oder Vasari auf Jacopo da Trezzo aufmerksam, der 1554 in ihre Dienste berufen wurde und offenbar zunächst nach England reiste, wo der künftige Philipp II. von Spanien am 25. Juli 1554, zwei Tage nach ihrer ersten Begegnung, Maria I. von England heiratete. Jacopo fertigte Medaillen zum Gedenken an die Hochzeit an und modellierte zwei Porträtseiten und zwei allegorische Rückseiten. Die Medaillen wurden in Versionen mit zwei Köpfen, einem auf jeder Seite, und in konventionelleren Versionen gegossen, bei denen die Vorderseite und die Rückseite jeweils einem der beiden Paare gewidmet sind. Es gibt sie in verschiedenen Metallen, von Blei bis Gold.
Ende 1554 schickte Jacopo an Kardinal Granvelle in Brüssel, den Außenminister der Habsburger, die Medaille Marias in Silber, aber die Medaille Philipps ist auf 1555 datiert. Die Medaillen mit einem Kopf auf jeder Seite sind „eine ungewöhnliche Kombination und Neufassung zweier früherer unabhängiger Medaillen“, vielleicht aus dem Jahr 1555. Eines von nur zwei bekannten Exemplaren der Medaille Marias in Gold wurde im Jahr 2000 bei Christie’s für 130.250 £ verkauft.
Daher wurde Jacopo nach der Herstellung der Hochzeitsmedaille Marias am Neujahrstag 1555 zum Hofbildhauer (escultor) von Philipp in London ernannt. Im Jahr 1555 folgte er Philipp nach Brüssel, der Hauptstadt der Spanischen Niederlande, wo er mindestens bis 1559 blieb. Bis 1562 war er in Madrid, wo Philipp nun König von Spanien war. Dort scheint er für den Rest seines Lebens geblieben zu sein, denn er starb dort am 23. September 1589.

## Erbe
Die calle de Jacometrezo ist eine Straße im Zentrum Madrids, die nach ihm benannt ist, mit einem Straßenschild, das dem Mor-Porträt nachempfunden ist, und an der Casa Matesanz, Gran Vía 27, Madrid, befindet sich eine Gedenktafel, die den Standort des Hauses angibt, in dem er lebte.

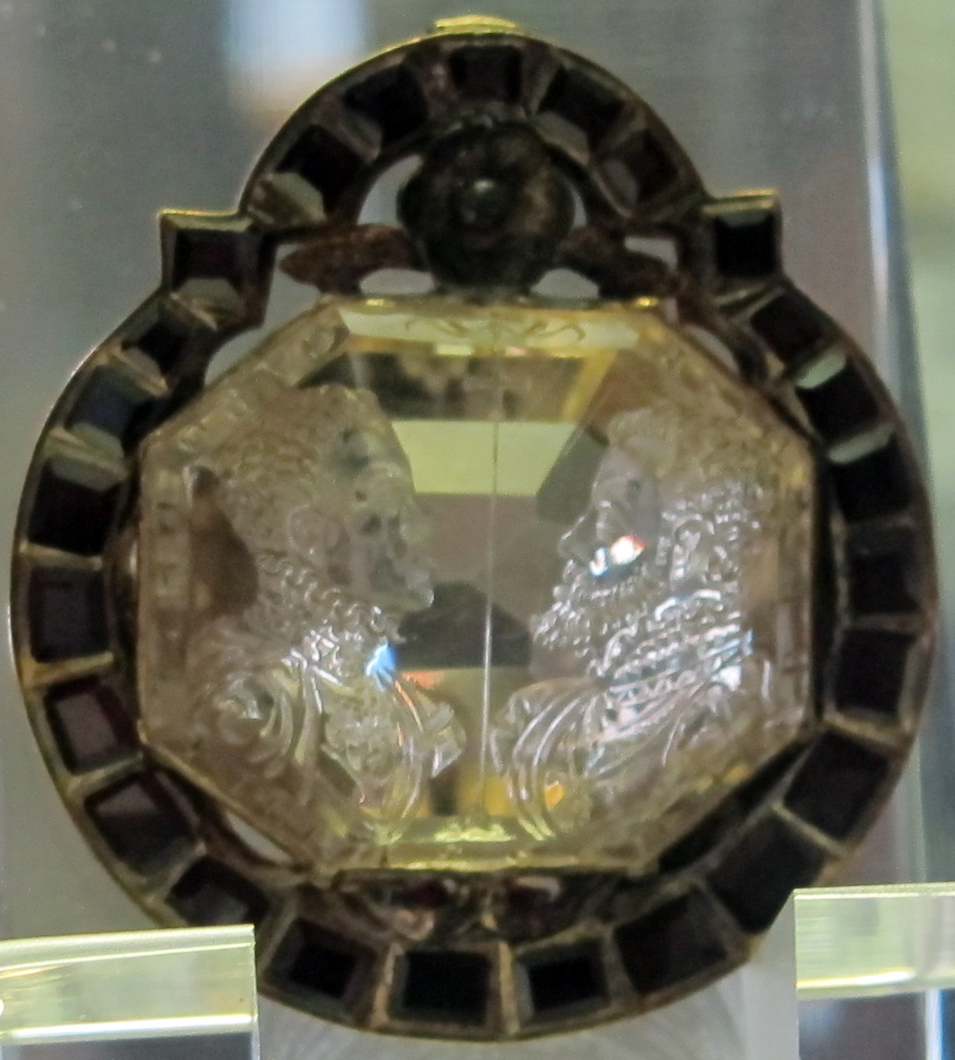
Zuschreibung; Topas, geschnitzt mit Porträts von Philipp II. und seinem Sohn Don Carlos, um 1566, Cabinet des médailles, Paris
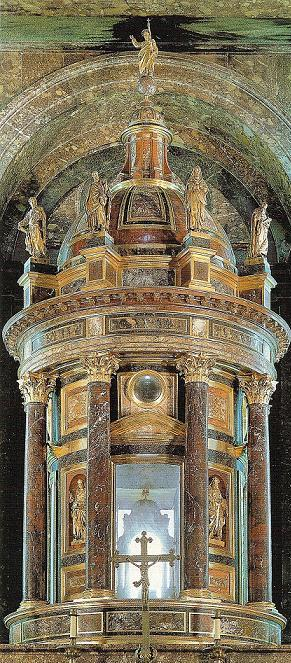
Tabernakel für die Kirche von El Escorial, 1586
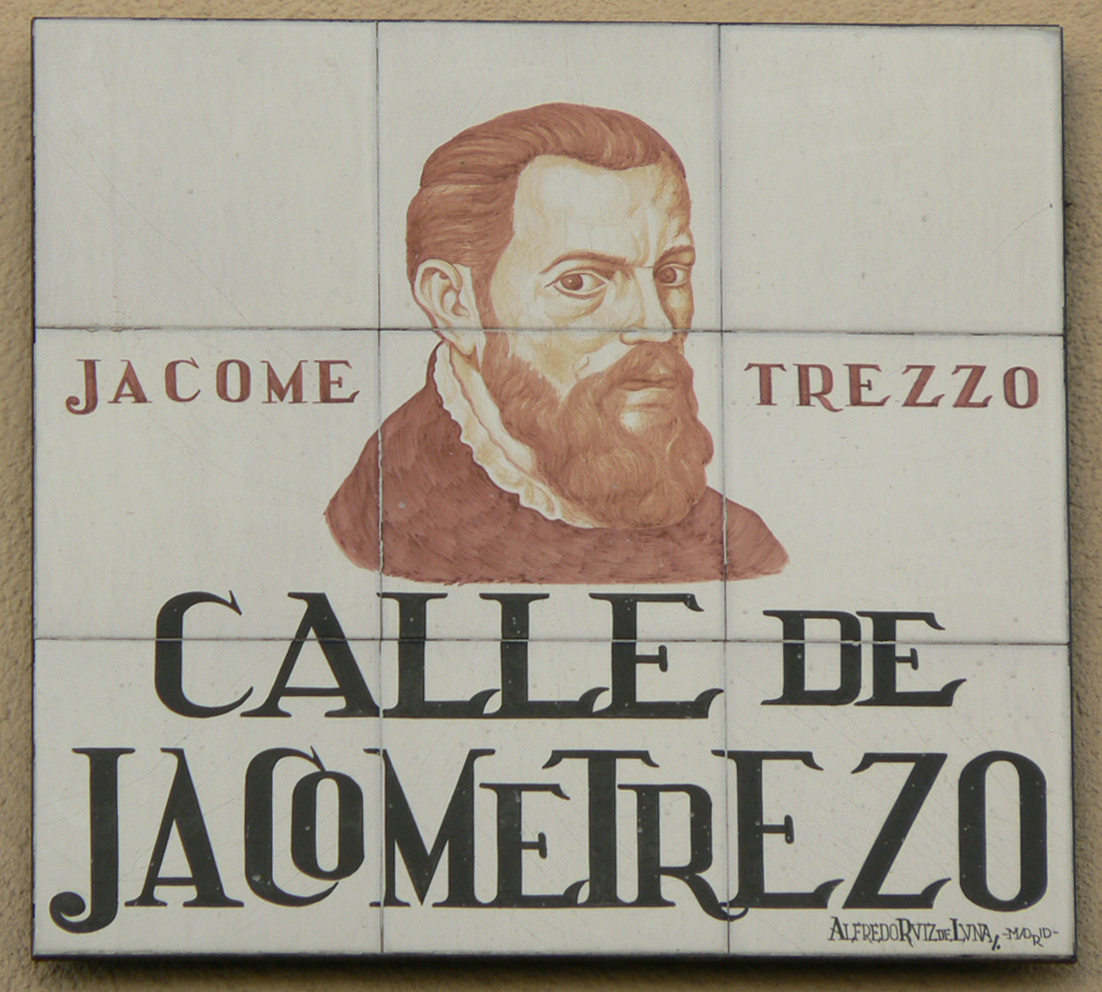
Straßenschild, Calle de Jacometrezo, Madrid